# Mestre Jácome
Mestre Jácome o Jácome de Mallorca (siglo XIV-XV) es el nombre de un cartógrafo desconocido, citado por la historiografía renacentista portuguesa, que habría sido llamado por Enrique el Navegante para divulgar los conocimientos cartográficos y de navegación en la corte portuguesa hacia 1420.

## Las citas históricas de Jácome de Mallorca
Las fuentes portuguesas que citan a Jácome de Mallorca son un siglo posteriores a los hechos:
- Duarte Pacheco Pereira (siglo XV-1533):[1]  ... isso mesmo mandou á ilha de Malhorca miedo um maestro Jacome, maestro de cartas de marear, na que ilha primeiramente se fezeram as dicha cartas , y como muitas dadiuas y gracias lo ouue Nestes Reynos, lo que a se ensinou a fazer aquella de que hueso que me Nosso tempo viuem, aprendéram.
- Joao de Barros[2] (1496-1570),:  -mándou vir da ilha de Mallorca um maestro Jacome, Hornera mui Dout na arte de navegar, que hacía y Instrumentos náuticos y que Ihe custou muito pelo traza a este reino para Ensino suda sciencia aos officiaes Portuguez de aquella mes ter.

## Influencia de Jácome de Mallorca
Las referencias a maestro Jácome de Mallorca, son la base en la que se sustenta el mito histórico portugués de la Escuela de Sagres dedicada a la navegación, la astronomía y la cartografía.
Se considera que la intervención de Jácome dio a los portugueses los conocimientos cartográficos que les permitieron afrontar con éxito la exploración atlántica. Sus conocimientos también pasaron a Castilla influyendo en el descubrimiento y exploración de América. De hecho así lo parece acreditar el mapamundi atribuido a Juan de la Cosa, el primero conservado en el que se representa América, que mantiene rasgos técnicos y decorativos propios de la cartografía mallorquina.[cita requerida]

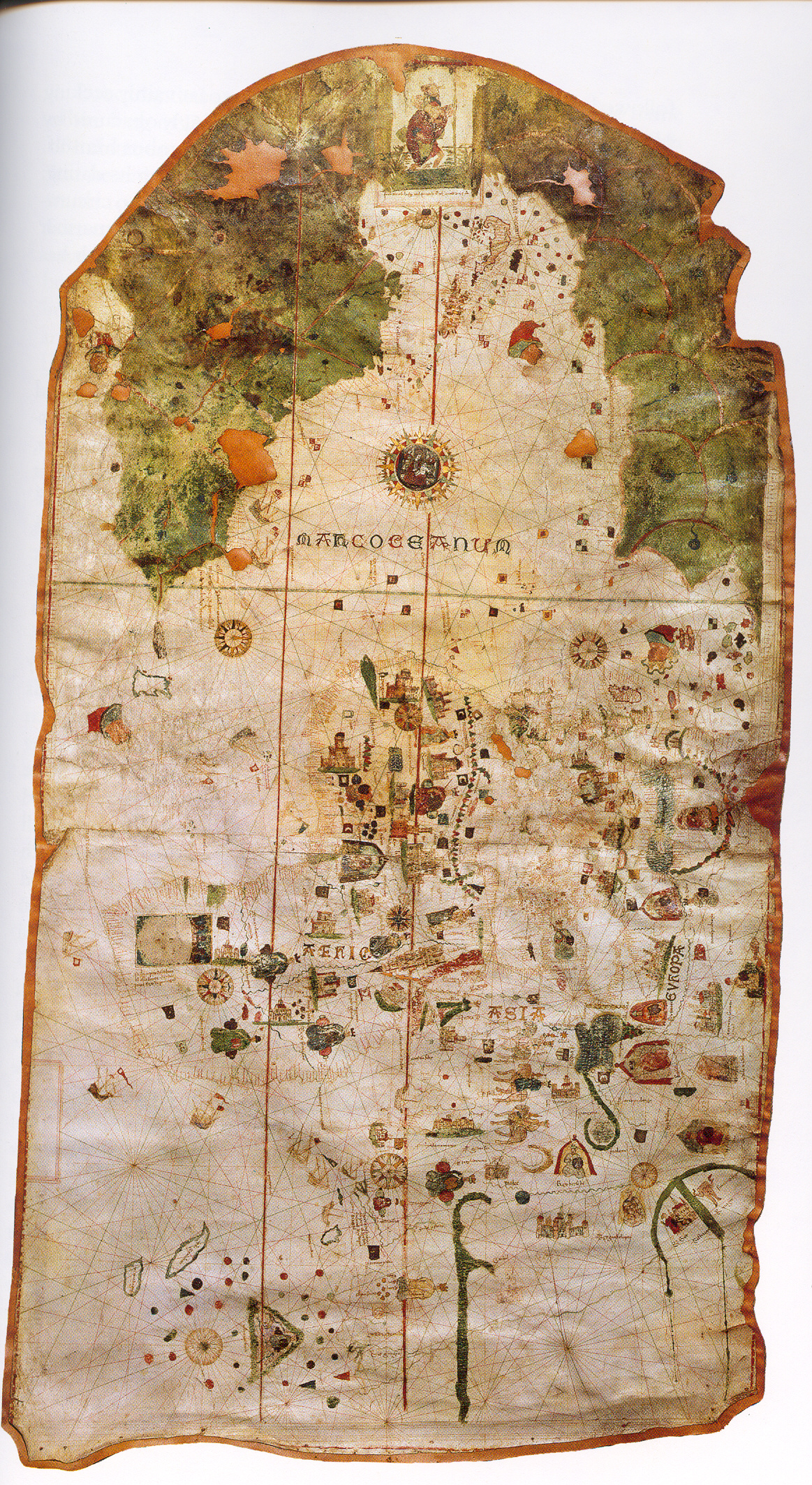
Mapa atribuido a Juan de la Cosa en el que se pueden observar la red de líneas de rumbo y la decoración propia de la cartografía portulana, usada especialmente en la mallorquina.

Hay que tener en cuenta, sin embargo, que la cartografía portulana mediterránea (Mallorquina, Genovesa y Veneciana), que había alcanzado una alta precisión en el dibujo del contorno de la costa y mejorado la distorsión este-oeste propia del posicionamiento astronómico, tenía limitaciones para la navegación de altura debido al uso del norte magnético y a la representación plana del mundo, lo que provocaba fuertes desviaciones norte-sur en las rutas de larga distancia lejos de la costa. Es por ello que la aportación de Jácome de Mallorca, debió ser corregida en la exploración africana debido a los vientos contrarios, al sur del Cabo Bojador, en la ruta de regreso a la península ibérica que obligaba a largas bordadas hacia el centro del Atlántico, las cuales necesariamente sólo podían ser resueltas mediante el posicionamiento de los astros tal como proponía la cartografía ptolemaica, que por aquellos años volvió a ser revalorizada.

## Jácome de Mallorca y Jafuda Cresques
A partir del siglo XIX la historiografía identificó a Jácome de Mallorca con Jafuda Cresques, convertido con el nombre de Jaume Ribes, debido a no estar documentado ningún otro cartógrafo mallorquín con este nombre en las fuentes conocidas.
Pero en la década de los 70 del siglo XX, se descubrió documentación relativa a un pleito en Barcelona, de febrero de 1410, entre Ana, la madre de Jafuda, y Dulce, su viuda, sobre los alimentos y la dote respectivas. Por lo que hoy se descarta la identidad de ambos cartógrafos.